# Chunia
Chunia là một chi thực vật có hoa trong họ Hamamelidaceae.